# Karl-August Tiirmaa
Karl-August Tiirmaa (Võru, 7 luglio 1989) è un ex combinatista nordico estone.

## Biografia

### Stagioni 2006-2013
Tiirmaa, originario di Otepää, ha debuttato nel Circo bianco partecipando alla Coppa del Mondo B 2006. Ha esordito in Coppa del Mondo il 14 gennaio 2007 a Lago di Tesero (13º) e ai Campionati mondiali a Liberec 2009, dove si è classificato 39º nel trampolino normale, 52º nel trampolino lungo, 55º nella partenza in linea e 9º nella gara a squadre dal trampolino lungo.
Nella rassegna iridata di Oslo 2011 è stato 44º nel trampolino normale, 40º nel trampolino lungo e 12º nella gara a squadre dal trampolino normale, mentre in quella di Val di Fiemme 2013 è arrivato 52º nel trampolino normale, 45º nel trampolino lungo e 11º nella gara a squadre dal trampolino normale.

### Stagioni 2014-2018
Ha debuttato ai Giochi olimpici invernali a Soči 2014, dove si è piazzato 44º sia nel trampolino normale, sia nel trampolino lungo; l'anno dopo ai Mondiali di Falun è stato 36º nel trampolino normale, 46º nel trampolino lungo e 10º nella gara a squadre dal trampolino normale, mentre nella rassegna iridata di Lahti 2017 si è classificato 36º nel trampolino normale, 45º nel trampolino lungo e 9º nella gara a squadre dal trampolino normale.
Ai XXIII Giochi olimpici invernali di Pyeongchang 2018 si è classificato 43º nel trampolino normale e 45º nel trampolino lungo.

## Palmarès

### Coppa del Mondo
- Miglior piazzamento in classifica generale: 60º nel 2014